# Đua ngựa
Đua ngựa là một môn thể thao cưỡi ngựa đã được tồn tại qua các thế kỷ; đua xe ngựa của thời kỳ La Mã là một dạng đua ngựa đầu tiên. Đua ngựa thường gắn liền với sự cá cược mạo hiểm. Tên phổ biến của đua ngựa là Thể thao Hoàng gia.
Môn đua ngựa có nhiều định dạng khác nhau, và nhiều quốc gia đã phát triển những truyền thống riêng xung quanh môn thể thao này. Các biến thể bao gồm giới hạn đua cho từng giống ngựa cụ thể, chạy qua các chướng ngại, chạy ở các khoảng cách khác nhau, trên các bề mặt đường đua khác nhau và với các kiểu đi ngựa khác nhau. Một số cuộc đua còn có sự phân chia trọng lượng khác nhau cho các ngựa để phản ánh sự khác biệt về khả năng, quá trình này được gọi là "handicapping".
Bên cạnh mục đích giải trí, một phần quan trọng và có ý nghĩa kinh tế trong đua ngựa là hoạt động cá độ được liên kết với nó, với ngành này đã tạo ra một thị trường toàn cầu có giá trị khoảng 115 tỷ đô la Mỹ vào năm 2019.

## Lịch sử

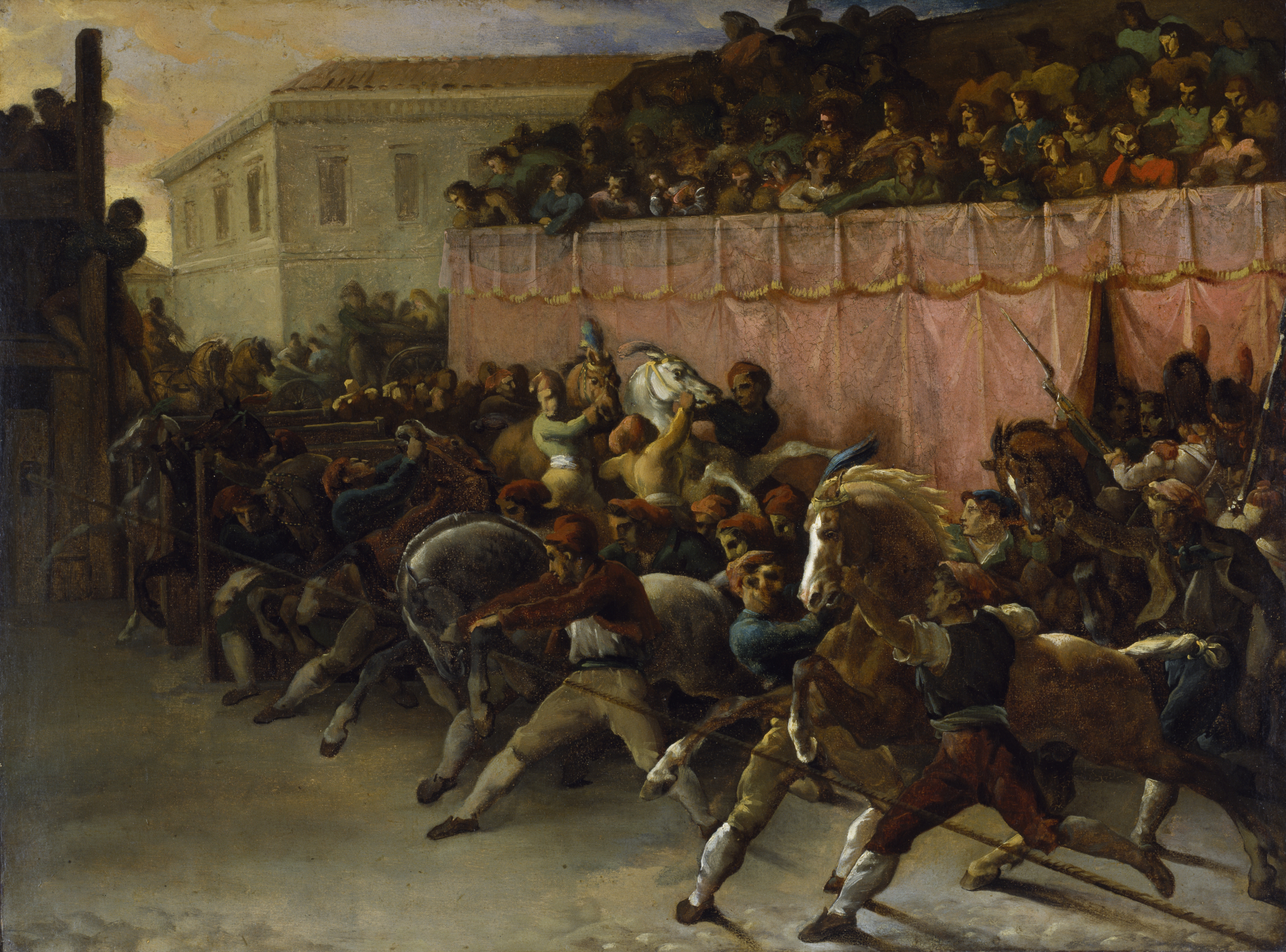
Riderless Racers at Rome của Théodore Géricault, 1817

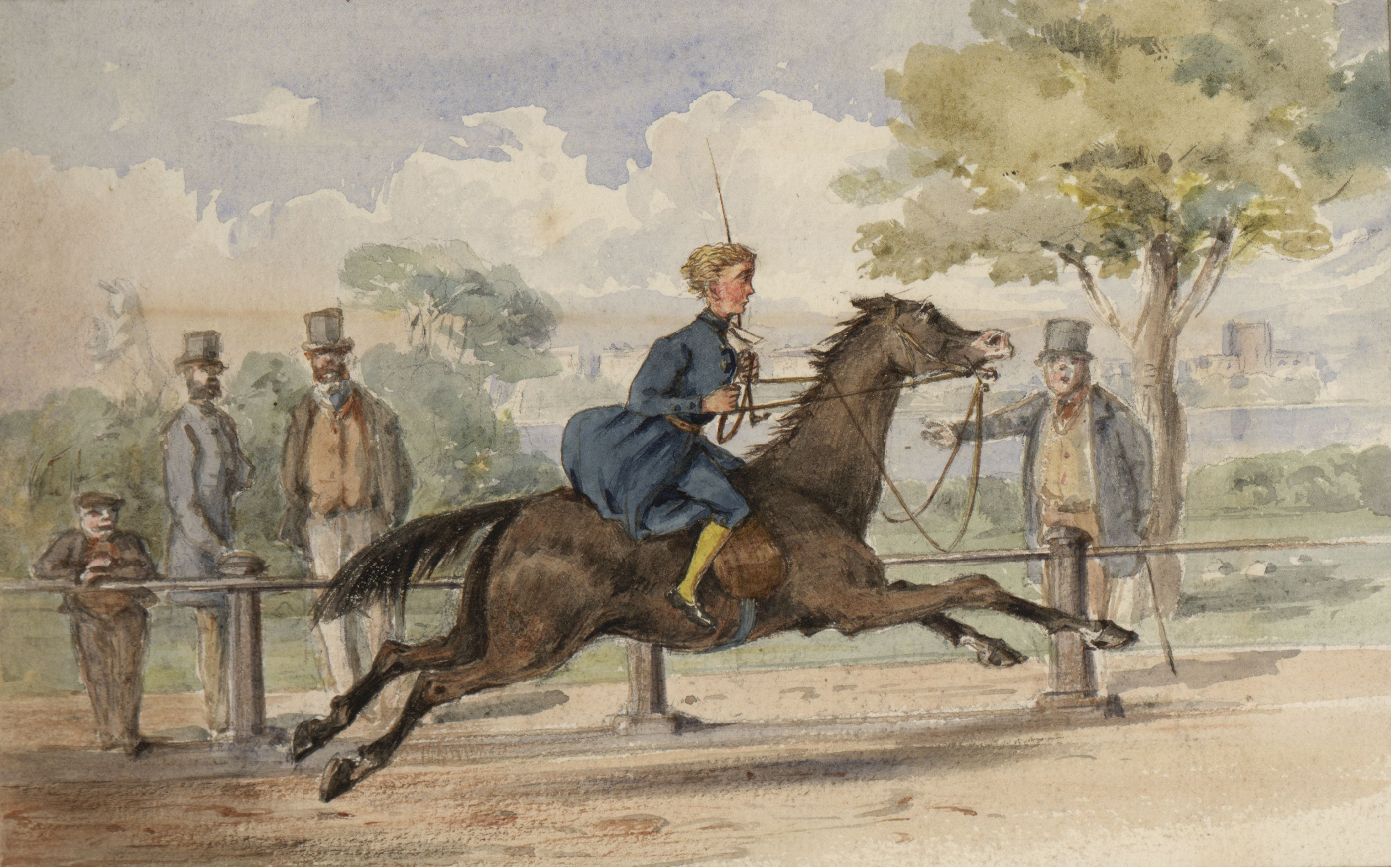
Quý tộc Anh đua ngựa tại Apsley House, Luân Đôn khoảng năm 1850

Đua ngựa có một lịch sử lâu đời và phát triển từ thời cổ đại. Nó đã được tổ chức trong nhiều nền văn minh khác nhau trên thế giới. Kể từ thời Hy Lạp cổ, La Mã cổ, Babilon, Syria, Ả Rập Tiền Hồi và Ai Cập cổ, đua ngựa đã tồn tại và gắn liền với cuộc sống của con người. Đua ngựa cũng có vai trò quan trọng trong các truyền thuyết và huyền thoại, như cuộc tranh đấu giữa những con ngựa của thần Odin và người khổng lồ Hrungnir trong Thần thoại Bắc Âu.
Trong quá khứ, đua xe ngựa đã trở thành một trong những môn thể thao phổ biến nhất ở Hy Lạp cổ, La Mã cổ và Byzantine. Từ thời kỳ Olympic Hy Lạp cổ đại, cả cuộc đua xe ngựa và đua ngựa cưỡi đã trở thành một phần không thể thiếu của các sự kiện thể thao lớn. Trong thời La Mã, đua xe ngựa và đua ngựa cưỡi trở thành các ngành công nghiệp quan trọng. Tại Rome, cuộc đua ngựa kết thúc mùa lễ hội mùa xuân với việc thả mười lăm đến hai mươi con ngựa không người cưỡi chạy dọc theo các đường phố. Những cuộc đua này đã thu hút sự quan tâm lớn từ công chúng và tạo ra sự phát triển của các giống ngựa và thiết bị chuyên dụng.
Ở Anh, đua ngựa trở thành một phần quan trọng của văn hóa và thể thao từ thế kỷ 18 trở đi. Vua Charles II đã góp phần làm nên sự phổ biến của Newmarket Racecourse. Từ đó, Jockey Club được thành lập nhằm quản lý các cuộc đua tại Newmarket và thiết lập quy tắc, đảm bảo sự công bằng và ngăn chặn gian lận. Các cuộc đua Epsom Derby và St Leger Stakes cũng được tổ chức từ những năm 1700 và 1776. Đua ngựa đã trở thành một hoạt động giải trí quan trọng cho các tầng lớp xã hội, từ quý tộc đến tầng lớp lao động, và đã tạo ra cơ hội nghề nghiệp cho những người liên quan đến ngành công nghiệp đua ngựa.
Đặc biệt, trong đại dịch COVID-19 năm 2020, đua ngựa là một trong số ít các môn thể thao tiếp tục diễn ra. Một số quốc gia như Úc và Hồng Kông tiếp tục tổ chức các cuộc đua, mặc dù không có khán giả. Tuy nhiên, nhiều quốc gia như Hoa Kỳ, Vương quốc Anh và Pháp đã phải hoãn hoặc hủy bỏ các sự kiện đua ngựa trong thời gian này.

## Hình thức
Một trong những hình thức chính của đua ngựa phổ biến ở nhiều nơi trên thế giới là đua ngựa thuần chủng, đua ngựa kéo khung xe (harness racing) cũng phổ biến ở miền Đông Hoa Kỳ, ở Canada. Đua ngựa 400m (quarter-horse) phổ biến ở miền Tây Hoa Kỳ. Quarter là 1/4, ám chỉ 1/4 dặm (mile = 1609m), tức khoảng 400m. Tóm lại ngựa Quarter là giống ngựa chỉ chuyên chạy độc nhất đường đua 1/4 dặm. Giống ngựa này nhỏ hơn ngựa đua thường, chỉ cao độ 1,50m-1,55m.
Việc chăn nuôi, đào tạo và các cuộc đua ngựa trong một số nước hiện nay là một hoạt động kinh tế quan trọng, thêm vào đó là ngành công nghiệp cá cược ủng hộ rất mạnh. Đặc biệt là những con ngựa thắng cuộc sẽ giành hàng triệu đô la và cũng tạo ra nhiều hơn do việc cung cấp các dịch vụ cho nó như dịch vụ chăm sóc, nuôi dưỡng.

## Trên thế giới

### Tại Mỹ

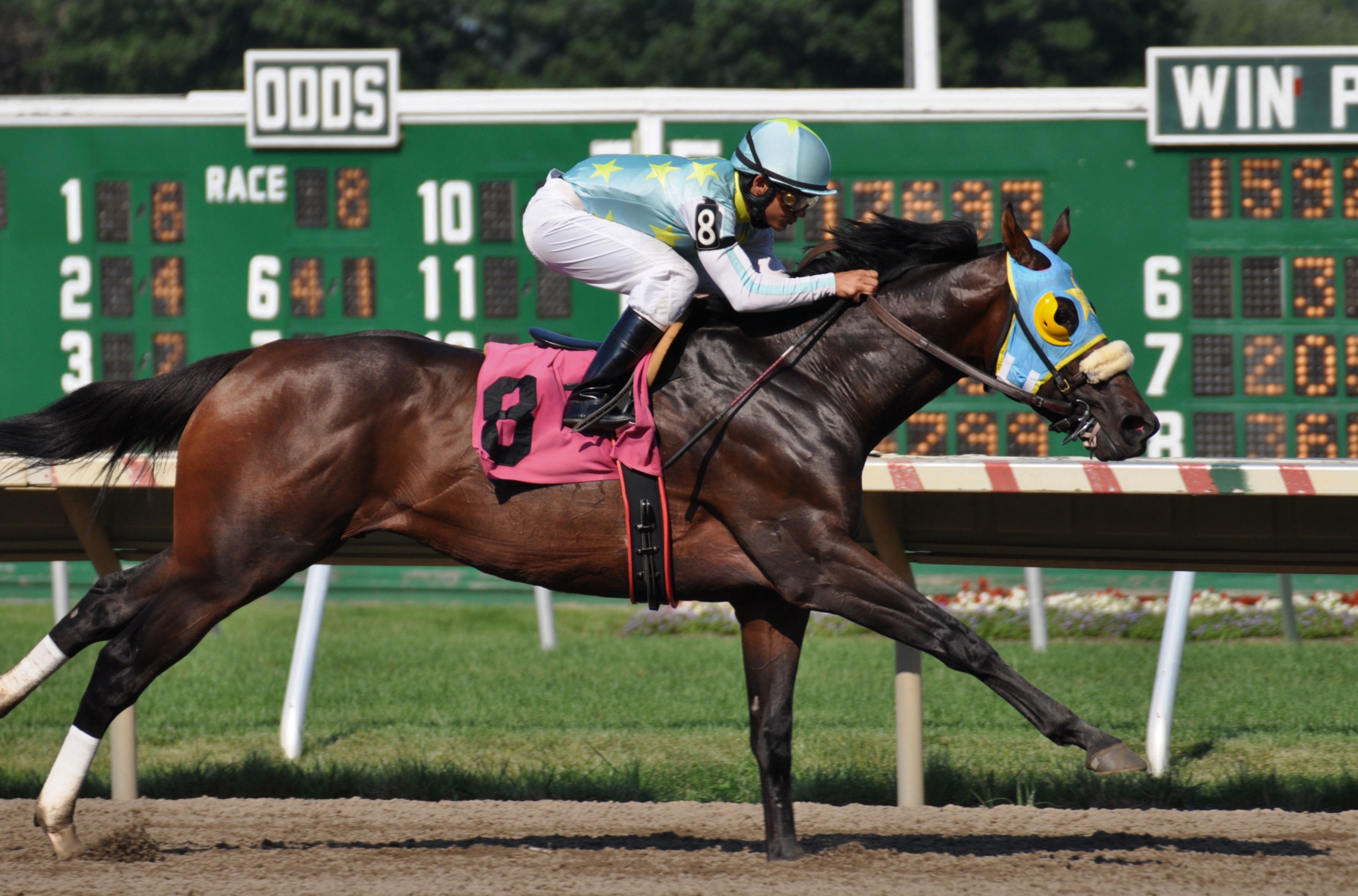
Monmouth Racetrack in New Jersey vào tháng 8 năm 2011.

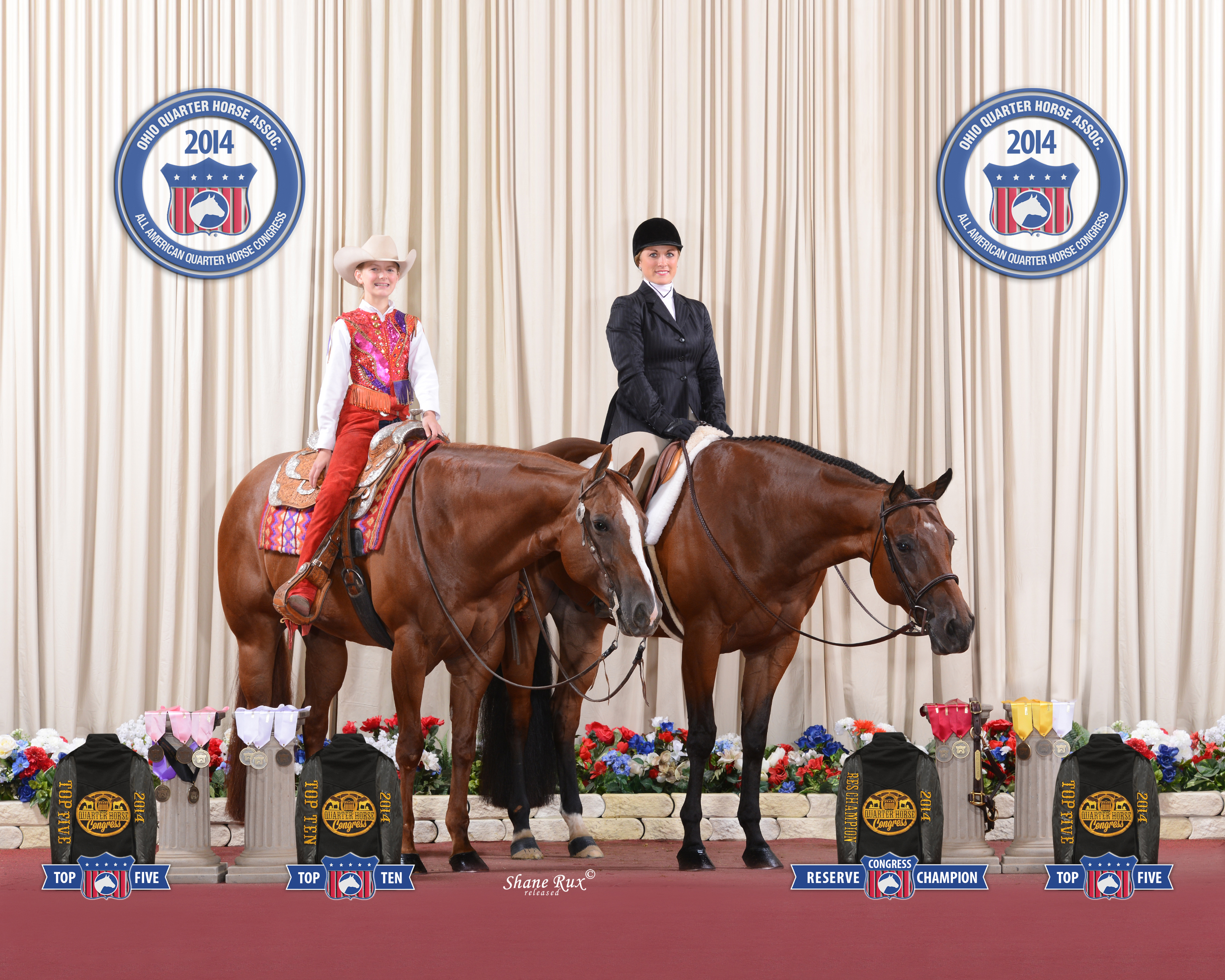
Mẹ và con gái thắng giải đua ngựa năm 2014 tại Columbus, Ohio với ngựa Quarter

Đua ngựa ở Bắc Mỹ là một kỹ nghệ khổng lồ, trị giá hàng nhiều tỷ Mỹ Kim. Ngựa đua ở Bắc Mỹ bắt đầu cho chạy từ năm khi ngựa chỉ mới được 2 tuổi. Những giải lớn nhất Bắc Mỹ là Kentucky Derby, Preakness, và Belmont. Ba giải này chỉ dành riêng cho ngựa 3 tuổi, gọi chung là "The Triple Crown". Cho đến nay chỉ có được 13 con ngựa thắng được cả ba giải này trong một năm. Đó là Sir Barton (1919), Gallant Fox (1930), Omaha (1935), War Admiral (1937), Whirlaway (1941), Count Fleet (1943), Assault (1946),Citation (1948), Secretariat (1973), Seattle Slew (1977), Affirmed (1978), American Pharoah (2015), và Justify (2018).
Xuất sắc nhất lịch sử có lẽ là thần mã Secretariat, năm 1973 đã thắng được cả ba giải Triple Crown với tốc độ kỷ lục mới cho đến nay vẫn chưa bị phá, Kentucky Derby, chạy 1 1/4 dặm (mile) (khoảng trên 2000m) với tốc độ 1'59 2/5", Preakness (hơn 1900m) với 1'53 2/5" Ai cũng tin chắc là đây mới đúng thật là tốc độ chiến thắng của Secretariat thay vì 1'54 2/5". Cho đến nay vấn đề này vẫn không ngừng được tranh cãi. Đến năm 2012, nhờ kỹ thuật tân tiến, ban điều hành Pimlico cho duyệt lại độ ngựa Preakness 1973 qua phim ảnh để xác định lại tốc độ, và đã đồng ý, chỉnh lại tốc độ chính xác của Secretariat là 1'53", là tân kỷ lục (?) của giải Preakness.
Nhưng xuất sắc hơn cả là giải Belmont (1 dặm rưỡi, khoảng trên 2400m) bỏ xa ngựa về nhì tới 31 mình ngựa với tốc độ kinh người là 2'24". Secretariat được bầu là "Thần Mã Của Năm" (Horse of the Year) cả năm 2 tuổi (1972) và năm 3 tuổi (1973). Sau đó, Secretariat giải nghệ để làm "ngựa giống". Trong 2 năm đua, Secretariat xuất trận tất cả 21 lần, về mức trước 17 lần (nhưng được coi là 16 thôi vì giải Champagne Stake cho dù Secretariat thắng, nhưng do lỗi của nài để va chạm với ngựa khác nên sau đó bị truất xuống hạng nhì); về nhì 2 lần; về ba 1 lần; về tư 1 lần (trận đầu tiên xuất quân).
Trong những trận thua của Secretariat, sự thật không phải do con thần mã kém tài, mà do rủi ro cả. Trận thứ nhất do nài điều khiển vụng về để Secretariat kẹt cứng, không có vị trí tốt cho nên đến lúc cần lên thì không có đường ra. Trận thua thứ nhì (Champagne Stakes), đáng lý là thắng, nhưng bị truất xuống hạng nhì. Trận thứ ba thua (Wood Memorial, về ba) Secretariat bị ốm, chưa phục sức, đáng lý không nên chạy. Trận thua thứ tư (Whitney Handicap, về nhì) và trận thua thứ năm (Woodward Stakes) đáng lý Secretariat cũng không nên ra sân, vì không phục sức 100%, ấy thế mà vẫn về được hạng nhì còn suýt thắng.
Trước Secretariat hơn nửa thế kỷ có thần mã Man O' War (1920), theo ý nhiều người cũng xứng đáng mệnh danh là "đệ nhất thần mã" của lịch sử đua ngựa. Trong 21 lần xuất trận, Man O' War giật giải 20 lần với đủ các số chì nặng nhẹ, còn 1 lần về nhì vì bị chậm cờ. Man O' War thắng giải Preakness và Belmont quá dễ dàng, nhưng tiếc thay trước đó chủ không cho Man O' War tham dự giải Kentucky Derby, nếu không chắc chắn cũng có tên trong danh sách ngựa thắng cả ba giải "Triple Crown" ở trên. Sự tranh cãi giữa Secretariat và Man O' War rằng con nào mới thật sự là "đệ nhất thần mã" của lịch sử cũng rất là sôi nổi. Để dung hòa cho việc tranh cãi này, nhiều nhà báo và giới sành điệu đề nghị nên bầu Man O' War là "đệ nhất thần mã" của tiền bán thế kỷ XX (1900-1950), và Secretariat là "đệ nhất thần mã" của hậu bán thế kỷ XX (1950-2000).
Ngoài giải Triple Crown, giải lớn nhất hiện nay tại Hoa Kỳ là giải Breeders' Cup, thường tổ chức vào cuối năm. Giải này chỉ mới bắt đầu khai mạc kể từ năm 1984. Bắt đầu từ năm 2008, giải Breeders' Cup sẽ bao gồm tất cả 14 độ kéo dài trong 2 ngày liên tiếp, cho mọi lứa tuổi "chiến mã", với tiền độ tổng cộng trên 30 triệu Mỹ Kim. Hiện nay, Breeders' Cup đã trở thành giải quan trọng để quyết định hơn thua cho các thần mã giành lấy danh dự "Thần Mã Trong Năm".

### Tại Úc
Đua ngựa ở Úc là một môn thể thao thành công nhất với giải đua nổi tiếng thế giới Melbourne Cup. Ở Úc, ngựa đua nổi tiếng nhất là Phar Lap. Trong 51 lần xuất trận trong đời, Phar Lap đoạt giải nhất 37 lần. Từ năm 2003-2005 Makybe Diva trở thành người đầu tiên với duy nhất một con ngựa đã giành chiến thắng liên tiếp tại giải Melbourne Cup.

### Châu Á

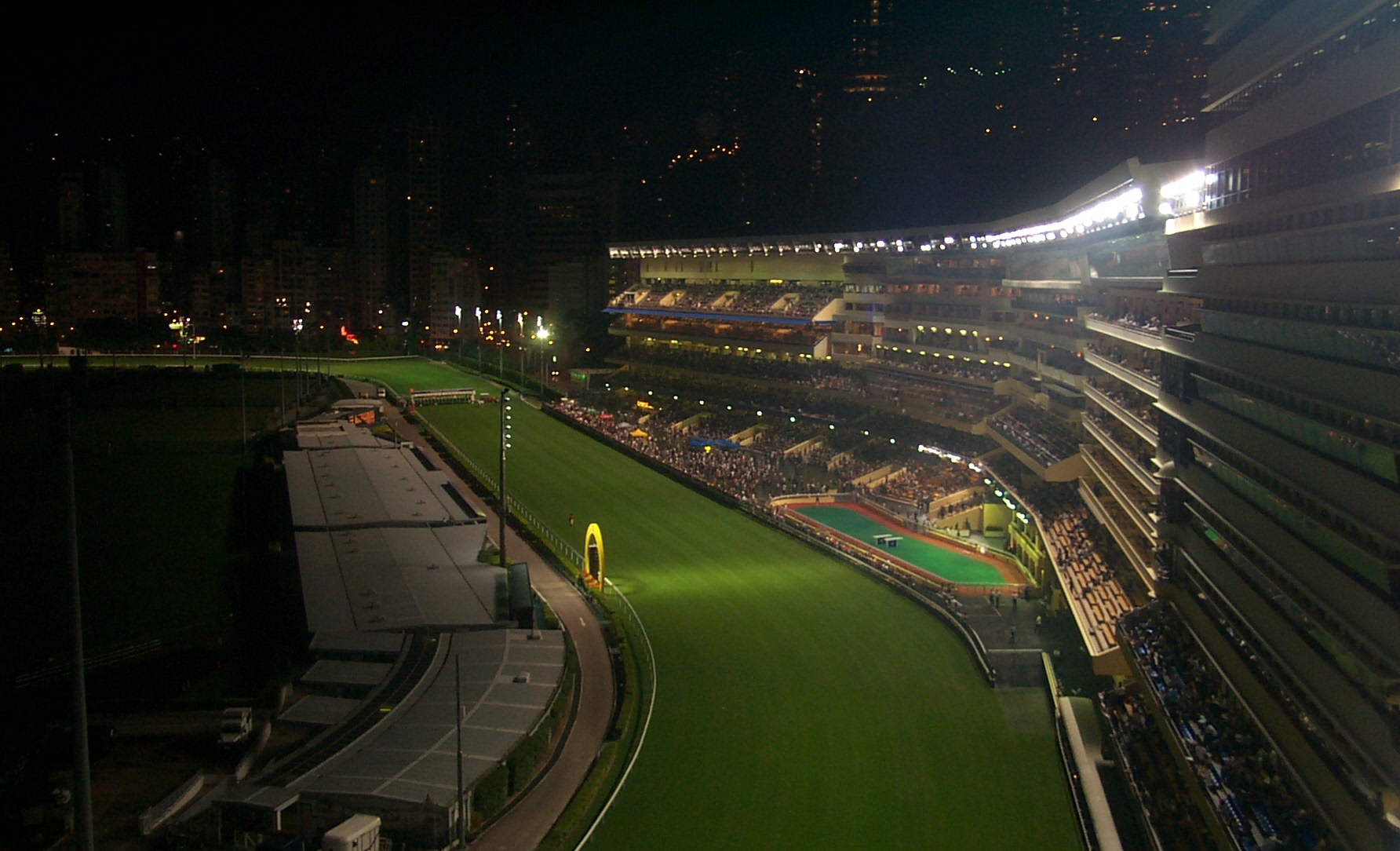
Happy Valley Racecourse vào ban đêm ở Sa Điền, Hongkong

Đua ngựa ở Á Châu rất thịnh hành, đã có từ thời xưa, vua chúa vẫn thường mở những cuộc đua ngựa để giải trí. Ngày nay, tại các nước như Nhật Bản, Hồng Kông (Trung Quốc), Mã Lai, Tân-Gia-Ba (Singapore)..., đua ngựa vừa là một kỹ nghệ, vừa là một môn thể thao giải trí.

### Việt Nam
Ngành đua ngựa ở Việt Nam dù vẫn còn kém đối với thế giới, tuy nhiên dân Việt Nam cũng rất mến mộ môn thể thao này. Trường đua Phú Thọ là nổi tiếng nhất ở Việt Nam nếu nói về vấn đề đua ngựa. Từ 1932 cho đến 1975, ngựa đua Việt Nam được chia làm 4 hạng: A, B, C, và D. Mỗi hạng gồm ngựa 3 tuổi, và 4 tuổi sấp lên. Duy chỉ có hạng A là sấp từ 3 tuổi trở lên.
- Hạng D: ngựa cao từ 1,20m-1,23m: Gồm hai loại D3 (ngựa hạng D, 3 tuổi) và D4 (ngựa hạng D từ 4 tuổi sấp lên)
- Hạng C: ngựa cao từ 1,24m-1,27m: Gồm hai loại C3 (ngựa hạng C, 3 tuổi) và C4 (ngựa hạng C từ 4 tuổi sấp lên)
- Hạng B: ngựa cao từ 1,28m-1,32m: Gồm hai loại B3 (ngựa hạng B, 3 tuổi) và B4 (ngựa hạng B từ 4 tuổi sấp lên)
- Hạng A: ngựa cao từ 1,33m trở lên. Sấp từ 3 tuổi trở lên.

Tiêu chuẩn đo ngựa trước khi cấp giấy phép cho đua là ngựa phải tối thiểu 3 tuổi trở lên và phải có chiều cao không dưới 1,20m. Sau đó, mỗi năm ngựa phải được đo lại. Nếu tăng trưởng thì sẽ căn cứ vào tiêu chuẩn trên để xếp hạng cho đua. Đến năm 7 tuổi thì ngựa không phải đo nữa, lúc đó cho dù ngựa D có cao như ngựa A cũng vẫn chỉ đua trong hạng D mà thôi.
Những con ngựa nổi tiếng trong lịch sử trường đua Phú Thọ hạng A là: Alcyons, Attila, Hoành Sơn (Hồng Nhung khi còn ở hạng C3), Phước Vân, Đạm Phi Tiên (Đạm Anh), Thái Dương (Đồng Áng khi còn ở hạng B), Hồng Khanh, Thoại Lan (Tana), Vương Khanh, Astro Boy.... Hạng B có những con Nam Sơn, Đại Anh Hùng (Hồng Phi Long), Huỳnh Long, Mã Thượng, Thanh Thanh Hoa... Hạng C có những con như: Nữ Thần, Vàng Hoa II, Anh Huê... Hạng D có những con như Tân Sơn, Hoàng Long, Ngọc Lợi, Long Sơn Hiệp, Ngự Bình...
Mỗi hạng thời đó có tranh 3 giải lớn là: Tiêu chuẩn Tốc Độ (đua 1000m); Phó Hội (từ 1500m đến 2400m, tùy hạng) và Độ Hội (từ 1500m đến 3000m, tùy hạng). Thời đó ngựa thắng giải Độ Hội được xem là ngựa vô địch, bất luận thành tích trong mùa thế nào. Ngựa thắng giải Độ Hội A được xem là "vô địch trường đua". Ngựa nổi tiếng nhất lịch sử trường đua Phú Thọ có lẽ là Thoại Lan. Trong các năm 1970-1972, Thoại Lan gần như không có đối thủ, và hiếm có khi về nhì. Cho đến năm 1973 khi có đợt ngựa A mới như Thuận Hùng, Hoàng Lộc, Astro Boy..., Thoại Lan mới chịu "nhường ngôi".